# Коле Поповски
Коле Илиев Поповски (на македонска литературна норма: Коле Илиев Поповски) е ветеринар, редовен професор в Скопския университет.

## Биография
Коле Поповски е роден на 8 август 1942 година в леринското село Горно Върбени (Екши Су), Гърция. Бяга в Югославия като дете бежанец по време на Гръцката гражданска война. Доктор ветеринар от Загребския университет от 1980 година. Автор е на 144 научни трудове и на монографията „Ендокринология на репродукцията“ от 1998 година, както и на по-задълбочен труд на същата тема от 2001 година.